# Nominativus cum infinitivo
Nominativus cum infinitivo (nom.c.inf., N.C.I.) – występująca w języku łacińskim struktura składniowa składająca się z rzeczownika lub zaimka w mianowniku (nominatiwie) i czasownika w bezokoliczniku (infinitywie) – pełniących rolę równoważnika zdania podrzędnego podmiotowego  – oraz z osobowej formy czasownika w stronie biernej. Ta osobowa forma czasownika występuje w tej konstrukcji jako tzw. verbum regens (słowo rządzące), które zgadza się z podmiotem co do kategorii osoby, liczby i rodzaju. Wielu autorów uznaje konstrukcję nominativus cum infinitivo za bierny odpowiednik konstrukcji accusativus cum infinitivo, jednak istnieją publikacje kwestionujące taki sposób jej postrzegania.
Porównaj: Dux milites laudat. ‘Wódz chwali żołnierzy’. W konstrukcji nominativus cum infinitivo: Dux milites laudare videtur. ‘Wydaje się, że wódz chwali żołnierzy’.
W nom.c.inf. jako verbum regens występują często te same czasowniki co w konstrukcji accusativus cum infinitivo, jednak są one tu w formie biernej. Wymagania składniowe strony biernej powodują szereg przekształceń w stosunku do acc.c.inf.:
- dopełnienie staje się podmiotem całego zdania; co za tym idzie, zmienia się przypadek z biernika (łac. accusativus) na mianownik (łac. nominativus);
- tak samo zmieniają przypadek wszelkie przydawki stojące z dopełnieniem w zgodzie co do przypadka;
- ewentualny podwójny accusativus przechodzi w podwójny nominativus.

Trudności początkującym może nastręczać już samo przejście czasownika deklaratywnego na stronę bierną, zwłaszcza, jeśli polski odpowiednik tego czasownika jest nieprzechodni. Dobrym przykładem jest czasownik "mówić", który w języku polskim nie ma w ogóle strony biernej, czyli jest nieprzechodni, natomiast jego łaciński odpowiednik dicere jest czasownikiem przechodnim i ma formy strony biernej. Formy te tłumaczy się na polski czasownikami bezosobowymi ze wskazaniem osoby w zdaniu podrzędnym:
- dicor (dosł. jestem mówiony) = mówi się, że ja
- diceris (dosł. jesteś mówiony) = mówi się, że ty
- dicitur (dosł. jest mówiony) = mówi się, że on/ona/ono
- dicimur (dosł. jesteśmy mówieni) = mówi się, że my
- dicimini (dosł. jesteście mówieni) = mówi się, że wy
- dicuntur (dosł. są mówieni) = mówi się, że oni/one

Niektóre czasowniki po przekształceniu w formy strony biernej w ogóle zmieniają znaczenie. Częstą przyczyną konfuzji jest czasownik videre (widzieć), który zarówno w łacinie jak i w języku polskim jest przechodni. Jednak formy strony biernej tego czasownika w łacinie zupełnie nie odpowiadają znaczeniowo analogicznym formom w języku polskim; inaczej mówiąc, jakkolwiek video znaczy widzę, videor jednak nie znaczy jestem widziany, lecz wygląda na to, że ja; videris = wygląda na to, że ty itd. na tej samej zasadzie, co powyżej dla dicere.
- Felix esse videor = Wygląda na to, że jestem szczęśliwy
- Felix esse videris = Wygląda na to, że jesteś szczęśliwy
- Felix esse videtur = Wygląda na to, że jest szczęśliwy
- Felices esse videmur = Wygląda na to, że jesteśmy szczęśliwi
- Felices esse videmini = Wygląda na to, że jesteście szczęśliwi
- Felices esse videntur = Wygląda na to, że są szczęśliwi

Takie przekłady, a także ogólne w łacinie użycie form strony biernej w wyrażeniach nieosobowych powodują, że początkujący mają często wrażenie, że nom.c.inf. jest konstrukcją nieosobową co do zasady. Jest to jednak wrażenie błędne, nom.c.inf. jest konstrukcją osobową.
Nominativus cum infinitivo rozpowszechnił się dopiero w epoce klasycznej – wcześniej nie był często spotykany.
Uwagi o czasie infinitiwu zob. Accusativus cum infinitivo.
Polskiego odpowiednika tej konstrukcji można doszukiwać się w przykładzie: Prezes banku okazał się być hochsztaplerem. Według Mirosława Bańki zastosowany tu bezokolicznik być jest niepotrzebną komplikacją składniową i można go pominąć.